# هوارد بريتشارد
هوارد بريتشارد (بالإنجليزية: Howard Pritchard)‏ هو مدرب كرة قدم ولاعب كرة قدم بريطاني في مركز نصف الجناح، ولد في 18 أكتوبر 1958 في كارديف في المملكة المتحدة. شارك مع منتخب ويلز لكرة القدم. أما مع النوادي، فقد لعب مع سويندون تاون ونادي بريستول سيتي ونادي غيلينغهام ونادي والسول ويوفل تاون.